# Lilium 'Rose Arch Fox'
Lilium 'Rose Arch Fox' — сорт лилий раздела Мартагон гибриды по классификации третьего издания Международного регистра лилий. Используется в декоративном садоводстве. 

## Биологическое описание
Стебли высотой около 100—160 см.
Расположение листьев мутовчатое.
До 30 цветков на одном взрослом растении.
Цветки чалмовидные, жёлтые с персиково-розовым.
Луковицы до 12 см в диаметре.
Цветение в июне-июле.

## В культуре
Зоны морозостойкости: 3—9.
См.: статью Мартагон гибриды.